# Samsøgade
Samsøgade i Aarhus går fra Høegh-Guldbergs Gade til Grønnegade. Gaden blev navngivet i 1888 og er opkaldt efter øen Samsø beliggende i det sydlige Kattegat ud for Horsens Fjord.
Den blev anlagt i etaper mellem 1886 og 1896. Første del blev anlagt mellem Høegh-Guldbergsgade og Sjællandsgade i 1886. Videreførelsen af gaden til Ny Munkegade blev anlagt i 1894. Oprindeligt var det derefter planen at lade gaden føre videre vestpå helt til Langelandsgade. Terrænet viste sig dog at være for kuperet, og en del kolonihaver optog derudover arealet. Forlængelsen af gaden frem til Grønnegade blev derfor den sidste.
Grundstykket mellem Samsøgade og Falstersgade blev dog først bebygget efter århundredeskiftet, da det var planen at føre Falstergade direkte ned af bakken til Samsøgade. Det specielle terrænforhold ændrede dog planen, og i stedet blev Falstergade drejet ind imod og hen til Ny Munkegade.
Stykket fra Høegh-Guldbergs Gade til Ny Munkegade er også i dag smalt og brostensbelagt, hvilket giver den en karakteristisk identitet. Fra Ny Munkegade til Grønnegade har gaden ikke det samme harmoniske udtryk, da den breder sig ud, har varierende bygningshøjder og bevoksning, er blevet asfaltbelagt samt mere trafikeret. På den første del ned af bakken ligger Samsøgades Skole på venstre hånd. For enden er der udsigt til Skt. Markus Kirken.